# Universidad de Londres
La Universidad de Londres (en inglés: University of London) es una célebre institución de educación superior con sede en la capital británica. No es una universidad tradicional sino una federación voluntaria de 19 colegios universitarios totalmente independientes en el ámbito académico y administrativo, los cuales a su vez colaboran de manera proporcional en el presupuesto del sistema y en el sostenimiento de once institutos.
La universidad es la tercera más antigua de Inglaterra y nació para dar educación a aquellos ingleses que por motivos religiosos no podían asistir a la Universidad de Oxford o a la Universidad de Cambridge, que solo admitían alumnos anglicanos a principios del siglo XIX. Con la unión de varios colegios londinenses y después de varias colectas, la universidad se constituyó oficialmente en 1836. En 1878 se convirtió en la primera universidad en el Reino Unido en admitir mujeres y para 1908 se había convertido en la universidad más grande del país. 
Actualmente cuenta con más de 116 000 alumnos.

## Historia

### SigloXIX
Todas las universidades son diferentes, pero algunas lo son más que otras. La Universidad de Londres es la más diferente de todas. Negley Harte, Historiador

El University College London (UCL) se fundó con el nombre de "Universidad de Londres" (pero sin reconocimiento por parte del Estado) en 1826 como alternativa laica a las universidades de Oxford y Cambridge, que limitaban sus títulos a los miembros de la establecida. Iglesia de Inglaterra. Como resultado de la controversia que rodeó la creación de la UCL, el King's College London fue fundado como colegio de la Iglesia Anglicana por carta real en 1829.
En 1830, la UCL solicitó una carta real como universidad que le permitiera otorgar títulos. La solicitud fue rechazada, pero se renovó en 1834. En respuesta a esto, la oposición a los derechos "exclusivos" creció entre las escuelas de medicina de Londres. La idea de un organismo general de concesión de títulos para las facultades se debatió en la prensa médica. y en las pruebas tomadas por el Comité Selecto de Educación Médica. Sin embargo, el bloqueo de un proyecto de ley para abrir las titulaciones de la Oxford y de la Cambridge a los disidentes hizo que se volviera a presionar al Gobierno para que concediera las competencias de concesión de títulos a una institución que no aplicara pruebas religiosas, sobre todo porque los títulos de la nueva Universidad de Durham también iban a estar cerrados a los no anglicanos.
En 1835, el gobierno anunció la respuesta a la petición de la UCL de una carta. Se emitirían dos cartas, una para la UCL que la incorporaba como colegio en lugar de universidad, sin poderes para otorgar títulos, y una segunda "que establecía una Universidad Metropolitana, con poder para otorgar títulos académicos a quienes estudiaran en el London University College, o en cualquier institución similar que su Majestad tuviera a bien nombrar en lo sucesivo".
Tras la expedición de su carta constitutiva el 28 de noviembre de 1836, la nueva Universidad de Londres comenzó a elaborar los reglamentos para las titulaciones en marzo de 1837. La muerte de William IV en junio, sin embargo, dio lugar a un problema - la carta había sido concedida "durante nuestra real voluntad y placer", lo que significa que fue anulada por la muerte del rey. La reina Victoria emitió una segunda carta el 5 de diciembre de 1837, reincorporando la universidad. La universidad otorgó sus primeros títulos en 1839, todos ellos a estudiantes de la UCL y el King's College.
La universidad establecida por las cartas de 1836 y 1837 era esencialmente una junta examinadora con derecho a otorgar títulos en artes, leyes y medicina. Sin embargo, la universidad no estaba facultada para conceder títulos en teología, considerada la facultad principal en las otras tres universidades inglesas. En medicina, la universidad tenía derecho a determinar qué escuelas de medicina ofrecían una formación médica suficiente. En cambio, en artes y derecho, examinaría a los estudiantes de la UCL, el King's College o cualquier otra institución a la que se le concediera una orden real, lo que daba al gobierno el control de qué instituciones podían someter a los estudiantes al examen de la universidad. Más allá de este derecho a presentar estudiantes para su examen, no existía ninguna otra conexión entre los colleges y la universidad.
En 1849 la universidad celebró su primera ceremonia de graduación en Somerset House tras una petición al senado por parte de los graduados, que anteriormente habían recibido sus títulos sin ninguna ceremonia. En esta ceremonia se graduaron unos 250 estudiantes. La Trajes académicos londinenses de esta época se distinguía por sus "ricos revestimientos de terciopelo".
La lista de instituciones cuyos estudiantes podían presentarse a los exámenes de la Universidad de Londres creció rápidamente en 1858, incluyendo todas las demás universidades británicas, así como más de 30 escuelas y colegios fuera de Londres. En ese año, una nueva carta abrió los exámenes a todo el mundo, aboliendo efectivamente el débil vínculo entre la universidad y los colegios. Esto hizo que el Earl de Kimberley, miembro del senado de la universidad, dijera a la Cámara de los Lores en 1888 "que no había Colleges afiliados a la Universidad de Londres, aunque sí los había hace muchos años". Las reformas de 1858 también incorporaron a los graduados de la universidad a una convocatoria, similar a las de Oxford, Cambridge y Durham, y autorizaron la concesión de títulos en ciencias, otorgándose el primer BSc en 1860.
La ampliación de sus funciones hizo que la universidad necesitara más espacio, sobre todo por el creciente número de estudiantes en los colegios universitarios provinciales. Entre 1867 y 1870 se construyó una nueva sede en 6 Burlington Gardens, dotando a la universidad de salas de examen y oficinas.
En 1863, a través de una cuarta carta, la universidad obtuvo el derecho a otorgar títulos en cirugía. Esta carta de 1863 sigue siendo la autoridad bajo la cual se incorpora la universidad, aunque todas sus otras disposiciones fueron abolidas bajo la Ley de la Universidad de Londres de 1898.
.

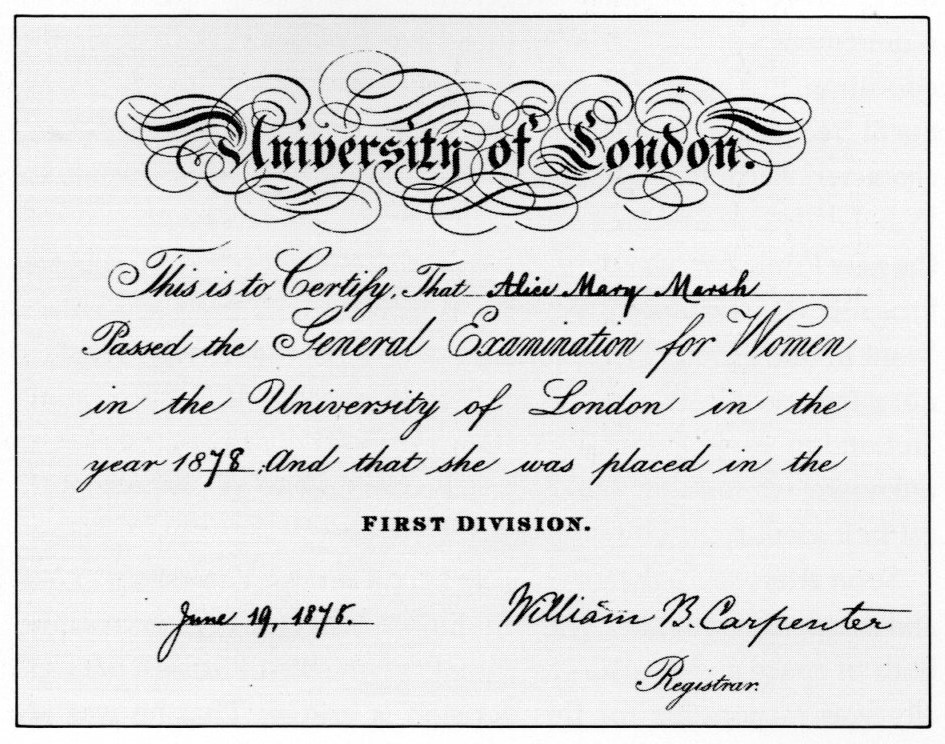
Examen general para mujeres certificado de 1878. Estos se emitieron entre 1869 y 1878, antes de que las mujeres fueran admitidas en los grados de la universidad

En 1878, la universidad estableció otra primicia cuando se convirtió en la primera universidad del Reino Unido en admitir a las mujeres en las titulaciones, mediante la concesión de una carta suplementaria. Cuatro alumnas obtuvieron la licenciatura en Artes en 1880 y dos obtuvieron la licenciatura en Ciencias en 1881, de nuevo las primeras del país.

A finales del siglo XIX, la universidad fue criticada por limitarse a servir de centro de administración de exámenes, y se reclamó una "universidad de enseñanza" para Londres. La UCL y la KCL consideraron la posibilidad de separarse de la universidad para formar una universidad independiente, conocida como Universidad Albert, Universidad Gresham y Universidad Westminster. Tras dos comisiones reales se aprobó la Ley de la Universidad de Londres de 1898, que reformaba la universidad y le otorgaba una estructura federal con la responsabilidad de supervisar el contenido de los cursos y las normas académicas de sus instituciones. Esto se implementó en 1900 con la aprobación de nuevos estatutos para la universidad.

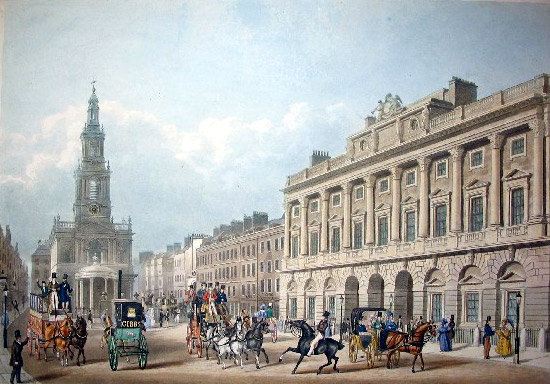
Somerset House en 1836. La universidad tuvo aquí sus oficinas desde 1837 hasta 1870.
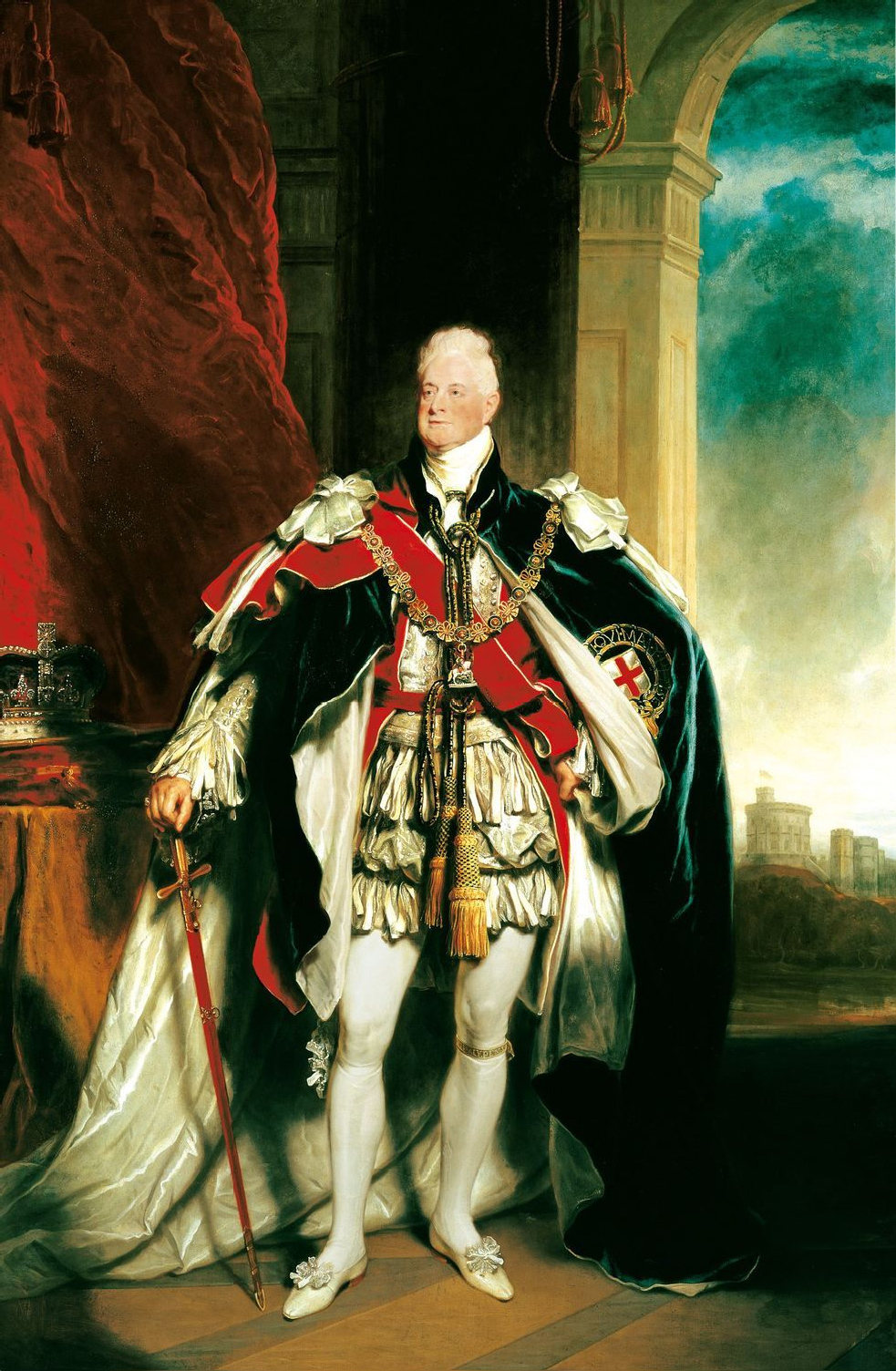
El rey Guillermo IV, que concedió a la Universidad de Londres su carta real original en 1836.
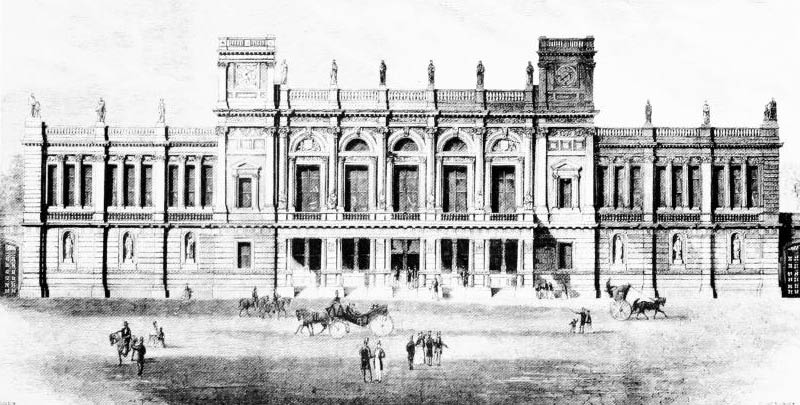
Una ilustración de 6 Burlington Gardens, sede de la administración universitaria desde 1870 hasta 1900.

### SigloXX
La Universidad de Londres debería representar para el imperio británico lo que la gran institución tecnológica de Berlín, la Charlottenburg, representaba para el imperio alemán.
Lord Rosebery en 1903'

Las reformas iniciadas por la ley de 1898 entraron en vigor con la aprobación de los nuevos estatutos federales en 1900. Muchos de los colegios de Londres se convirtieron en escuelas de la universidad, como la UCL, el King's College, el Bedford College, el Royal Holloway y la London School of Economics. El Regent's Park College, que se había afiliado en 1841, se convirtió en una escuela oficial de teología de la universidad en 1901 (los nuevos estatutos otorgaron a Londres el derecho a otorgar títulos de teología) y el Richmond (Theological) College se convirtió en una escuela de teología de la universidad en 1902; El Goldsmiths College se incorporó en 1904; el Imperial College se fundó en 1907; el Queen Mary College se incorporó en 1915; la School of Oriental and African Studies se fundó en 1916; y el Birkbeck College, fundado en 1823, se incorporó en 1920.
Con la federación no se abandonó la disposición anterior de los colegios de fuera de Londres, sino que Londres ofrecía dos vías de acceso a las titulaciones: titulaciones "internas" ofrecidas por los colegios de la universidad y titulaciones "externas" ofrecidas en otros colegios (ahora la Programas flexibles y a distancia de la Universidad de Londres).
La UCL y el King's College, cuya campaña a favor de una universidad de enseñanza en Londres había dado lugar a la reconstitución de la universidad como institución federal, fueron incluso más allá de convertirse en escuelas de la universidad y se fusionaron en ella. La fusión de la UCL, en virtud de la Ley de Transferencia del University College London de 1905, se produjo en 1907. Se renunció a la carta de 1836 y toda la propiedad de la UCL pasó a ser de la Universidad de Londres. El King's College le siguió en 1910 con la Ley de Transferencia del King's College London de 1908. Este fue un caso un poco más complicado, ya que el departamento de teología del colegio (fundado en 1846) no se fusionó con la universidad, sino que mantuvo una existencia legal separada bajo la carta del King's College de 1829.
La ampliación del papel de la universidad hizo que los locales de Burlington Garden fueran insuficientes, y en marzo de 1900 se trasladó al Instituto Imperial de South Kensington. Sin embargo, su continua y rápida expansión hizo que sus nuevas instalaciones se quedaran pequeñas en la década de 1920, lo que obligó a un nuevo traslado. Se adquirió una gran parcela de terreno en Bloomsbury cerca del Museo Británico a el duque de Bedford y se designó a Charles Holden como arquitecto con la instrucción de crear un edificio "que no sugiriera una moda pasajera impropia de los edificios que albergarán una institución de carácter tan permanente como una Universidad". Este inusual cometido puede haberse inspirado en el hecho de que William Beveridge, recién nombrado director de la LSE, al pedir a un taxista que le llevara a la Universidad de Londres se encontró con la respuesta "Oh, se refiere al lugar cercano a la Royal School of Needlework". Holden respondió diseñando Senate House, la actual sede de la universidad, y en el momento de su finalización el segundo edificio más grande de Londres.

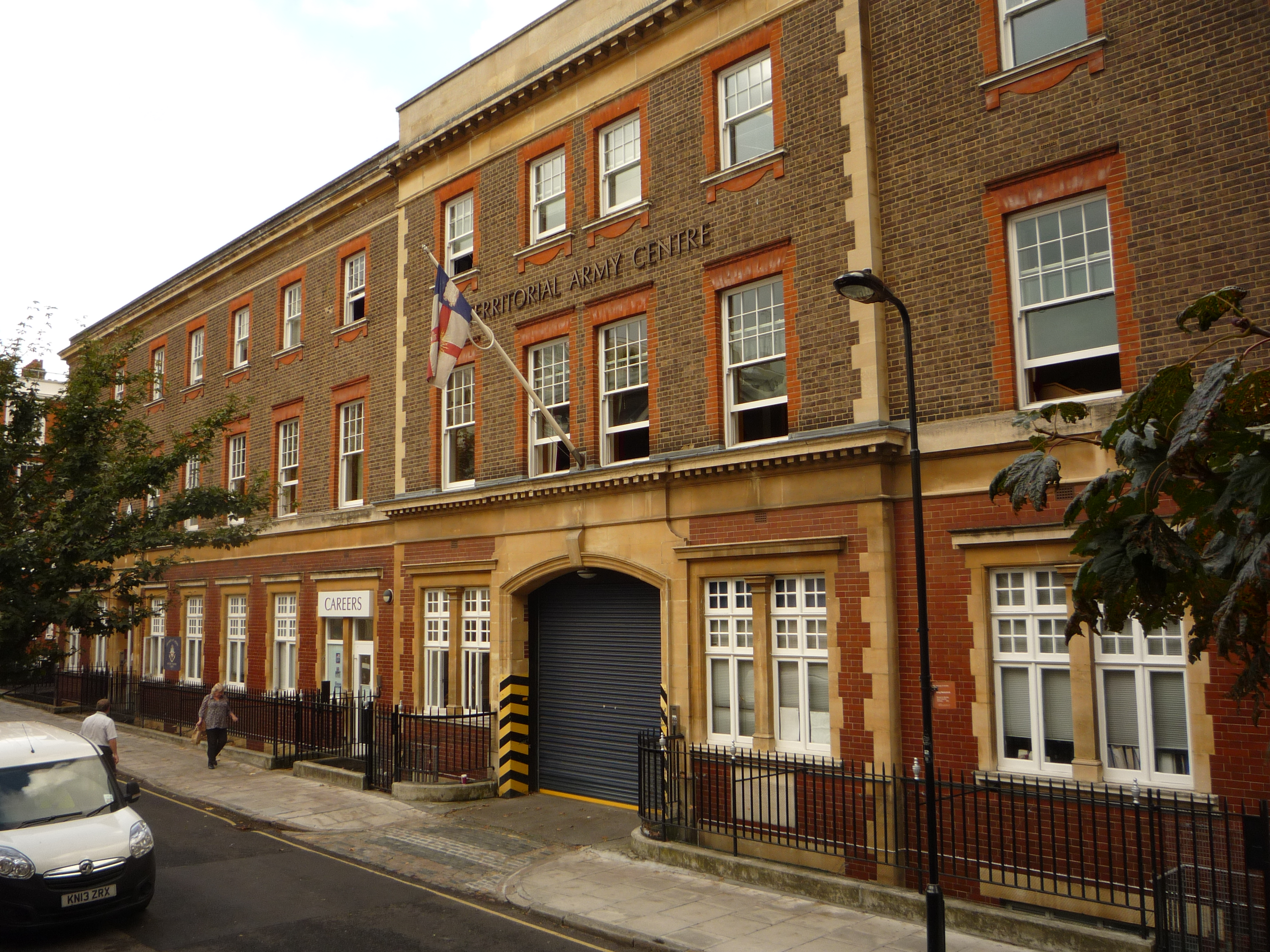
Yeomanry House en Handel Street es la sede de la UOTC de Londres. La bandera que se ve ondeando es el escudo de la Universidad de Londres

El contingente de la Universidad de Londres del Cuerpo de Formación de Oficiales (OTC) se formó en 1908 y había matriculado a 950 estudiantes en otoño de 1914. Durante la Primera Guerra Mundial, el OTC suministró 500 oficiales al Ejército británico entre agosto de 1914 y marzo de 1915. Unos 665 oficiales asociados a la universidad murieron durante la Primera Guerra Mundial y 245 oficiales en la Segunda Guerra Mundial. A partir de 2004 el Cuerpo de Formación de Oficiales de la Universidad de Londres (UOTC), procedente de 52 universidades y colegios del área de Londres (no solo de la Universidad de Londres), era el mayor UOTC del país, con unos 400 cadetes oficiales. Desde 1992 tiene su sede en Yeomanry House en Handel Street, Londres. En 2011 se fundó la compañía Canterbury para reclutar a los cadetes oficiales de las universidades de Kent.
Durante la Segunda Guerra Mundial, los colegios mayores de la universidad (con la excepción de Birkbeck) y sus estudiantes abandonaron Londres para dirigirse a zonas más seguras del Reino Unido, mientras que la Senate House fue utilizada por el Ministerio de Información, convirtiéndose su tejado en un punto de observación para el Real Cuerpo de Observadores. Aunque el edificio fue alcanzado por las bombas en varias ocasiones, salió prácticamente ileso de la guerra; se rumoreaba entonces que la razón por la que el edificio había salido tan bien era que Adolf Hitler había planeado utilizarlo como su cuartel general en Londres.
La última mitad del siglo pasado fue menos agitada. En 1948 se fundó Athlone Press como editorial de la universidad, y se vendió a la Bemrose Corporation en 1979, tras lo cual fue adquirida por Continuum publishing. Sin embargo, el periodo posterior a la Segunda Guerra Mundial se caracterizó sobre todo por la expansión y la consolidación dentro de la universidad, como la adquisición como organismo constituyente de la institución teológica jesuita Heythrop College en su traslado desde Oxfordshire en 1969.
La Ley de la Universidad de Londres de 1978 definió la universidad como una federación de colegios autónomos, iniciando el proceso de descentralización que llevaría a una marcada transferencia de poder académico y financiero en este periodo desde las autoridades centrales en la Casa del Senado a los colegios individuales. En el mismo periodo, la UCL y el King's College recuperaron su independencia legal mediante leyes del parlamento y la expedición de nuevas cartas reales. La UCL se reincorporó en 1977, mientras que la nueva carta del King's College en 1980 reunió el cuerpo principal del colegio con la corporación formada en 1829. En 1992, las ceremonias de graduación centralizadas en el Royal Albert Hall fueron sustituidas por ceremonias individuales en los colegios. Uno de los mayores cambios de poder de este periodo se produjo en 1993, cuando HEFCE (ahora Oficina de Estudiantes, OfS) pasó de financiar a la Universidad de Londres, que a su vez asignaba dinero a los colleges, a financiar directamente a los colleges y que estos pagaran una contribución a la universidad.
A finales del siglo XX también se produjo una tendencia a fusionar los colegios más pequeños en "supercolegios" más grandes. Algunas de las facultades más grandes (sobre todo la UCL, el King's College, la LSE y el Imperial) plantearon periódicamente la posibilidad de separarse de la universidad, aunque no se tomaron medidas para llevar esto a la práctica hasta principios del siglo XXI.

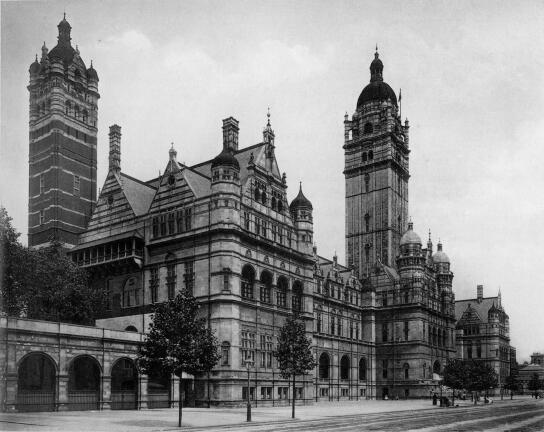
El edificio del Imperial Institute Edificio en South Kensington, sede de la universidad desde 1900 hasta 1937

### SigloXXI
En 2002, el Imperial College y el UCL plantearon la posibilidad de una fusión, planteando la cuestión del futuro de la Universidad de Londres y de las facultades más pequeñas que la componen. Posteriormente, la considerable oposición del personal académico tanto de la UCL como del Imperial hizo que se rechazara la fusión.
A pesar de este fracaso, la tendencia a la descentralización del poder continuó. Un acontecimiento importante en este proceso fue el cierre de la Convocatoria de todos los exalumnos de la universidad en octubre de 2003; con ello se reconocía que las asociaciones de exalumnos de las universidades individuales eran ahora cada vez más el centro de atención de los exalumnos. Sin embargo, la universidad siguió creciendo incluso cuando pasó a una federación más flexible y, en 2005, admitió la Central School of Speech and Drama.
El 9 de diciembre de 2005, el Imperial College se convirtió en el segundo organismo constituyente (después del Regent's Park College) en tomar la decisión formal de abandonar la universidad. Su consejo anunció que iniciaba las negociaciones para retirarse de la universidad a tiempo para las celebraciones de su propio centenario y para poder otorgar sus propios títulos. El 5 de octubre de 2006, la Universidad de Londres aceptó la petición formal del Imperial de retirarse de ella. El Imperial pasó a ser totalmente independiente el 9 de julio de 2007, como parte de las celebraciones del centenario de la universidad.
El Times Higher Education Supplement anunció en febrero de 2007 que la London School of Economics, el University College London y el King's College London planeaban empezar a conceder sus propios títulos, en lugar de los de la Universidad federal de Londres, como habían hecho anteriormente, desde el inicio del curso académico que comenzaba en otoño de 2007. Aunque este plan de otorgar sus propios títulos no equivalía a una decisión de abandonar la Universidad de Londres, el THES sugería que esto "suscitaba nuevas dudas sobre el futuro de la Universidad federal de Londres".
La Escuela de Farmacia de la Universidad de Londres, se fusionó con la UCL el 1 de enero de 2012, convirtiéndose en la Escuela de Farmacia de la UCL dentro de la Facultad de Ciencias de la Vida. A esto le siguió, el 2 de diciembre de 2014, la fusión del Instituto de Educación también con la UCL, convirtiéndose en el Instituto de Educación de la UCL.
Desde 2010, la universidad ha externalizado servicios de apoyo como la limpieza y el porteo. Esto ha provocado una acción industrial por parte de la mano de obra, mayoritariamente latinoamericana, en el marco de la campaña "3Cosas" (las 3Cosas - 3 causas - son la paga por enfermedad, la paga por vacaciones y las pensiones para los trabajadores subcontratados en paridad con el personal empleado directamente por la universidad). Los activistas de 3Cosas eran miembros del sindicato UNISON. Sin embargo, documentos filtrados en 2014 revelaron que representantes de UNISON intentaron contrarrestar la campaña de 3Cosas en reuniones con la dirección de la universidad. Los trabajadores de 3Cosas se pasaron posteriormente al Sindicato de Trabajadores Independientes de Gran Bretaña.
Tras los buenos resultados en el Research Excellence Framework en diciembre de 2014, la City University London dijo que estaba explorando la posibilidad de unirse a la Universidad de Londres. Posteriormente se anunció en julio de 2015 que la City se uniría a la Universidad de Londres en agosto de 2016.  Dejará de ser una universidad independiente y se convertirá en un colegio como "City, University of London".
En 2016 se propusieron reformas que harían que los colegios se convirtieran en instituciones miembros y se les permitiera convertirse legalmente en universidades por derecho propio. A finales de 2016 se presentó en la Cámara de los Lores un proyecto de ley para modificar los estatutos de la universidad. El proyecto de ley se retrasó por cuestiones de procedimiento en la Cámara de los Comunes, ya que el diputado Christopher Chope se opuso a que recibiera una segunda lectura sin debate y sin que se hubiera programado un tiempo para dicho debate. Doce de los colegios, entre ellos la UCL y el King's, dijeron que solicitarían el estatus de universidad una vez que se aprobara el proyecto de ley. El proyecto de ley se debatió y aprobó su segunda lectura el 16 de octubre de 2018. Recibió el consentimiento real el 20 de diciembre de 2018. Los doce colegios (es decir, todos excepto The Courtauld, ICR, LBS, RAM y RCSSD) solicitaron posteriormente el estatus de universidad, aunque declararon que no tenían intención de cambiar sus nombres, con una notificación en la London Gazette el 4 de febrero de 2019.
En 2018, el Heythrop College se convirtió en la primera gran institución de educación superior británica en cerrar desde la medieval Universidad de Northampton en 1265. Su biblioteca de más de 250.000 volúmenes se trasladó a la Biblioteca del Senado.
En 2019, la University of London Press, fundada en 1910, fue relanzada como una editorial totalmente acceso abierto especializada en "becas distintivas en la vanguardia de las Humanidades".

## Organizaciones constituyentes y afiliadas
- Birkbeck (BBK)
- The Central School of Speech and Drama (CSSD)
- Courtauld Institute of Art
- Goldsmiths (GUL)
- Heythrop College
- Institute of Cancer Research (ICR)
- Institute of Education (IoE)
- King's College de Londres (KCL)
- Escuela de Negocios de Londres (LBS)
- Escuela de Economía y Ciencia Política de Londres (LSE)
- Escuela de Higiene y Medicina Tropical de Londres (LSHTM)
- Queen Mary, University of London (QMUL)
- Real Academia de Música (RAM)
- Royal Holloway (RHUL)
- Royal Veterinary College (RVC)
- Escuela de Estudios Orientales y Africanos (SOAS)
- The School of Pharmacy, University of London
- University College London (UCL)
- St George's, oficialmente St George's Hospital Medical School (SGUL)